# Campagne de Bacchus de Carpentras
La campagne de Bacchus, appelé maintenant le Château de Bacchus, est une demeure, inscrite aux monuments historiques depuis 2003, située dans le hameau de Serres, commune de Carpentras (Vaucluse), sur la route du Barroux.

## Histoire
La campagne de Bacchus fut successivement la propriété rurale de deux familles, les Orléans la Motte co-seigneurs de Venasque et Saint-Didier, puis les Bernard de Rémond Mormoiron, marquis de Modène. Les premiers travaux datent de la première moitié du XVIIe siècle. Un siècle plus tard, les pièces du rez-de-chaussée, ainsi que la chapelle et certaines chambres sont remaniées. Il existe un plan des jardins datant de 1781.
En septembre 1780, le jardin du château est gravement endommagé par des fortes innondations. Jusqu'alors, seules des digues édifiées de manière anarchique permettaient de prévenir les montées des eaux.
En 1881, M. Naquet d'Avignon devient propriétaire des lieux.
Le château et ses dépendances sont inscrits au titre des monuments historiques depuis le 4 juillet 2003.

## Bâtiment
Le terrain est bâti sur un secteur de taille et de capacité d'accueil limités (Stecal) qui autorise les constructions en zones agricoles, naturelles et forestières mais qui rend sensible tout projet d'agrandissement.
Un portrait original de François de Rémond de Modène était conservé dans la château. De nombreuses archives de la famille de Modène y étaient conservées jusqu'au XIXe siècle.

## Activités économiques
Ce domaine vinicole produit des vins de l'AOC Ventoux en culture biologique depuis 2009. Quatre cépages sont utilisés : Grenache, Syrah, Cinsault et Carignan. Le domaine propose 9 cuvée différentes : Château de Bacchus rouge, blanc et rosé, B de Bacchus rouge et rosé, Chapelle de Bacchus rouge et Le Bacchus rouge, blanc et rosé.